# Chryzostom (Mawrojannopulos)
Chryzostom, imię świeckie Georgios Mawrojannopulos (ur. 8 kwietnia 1927 w Naksos, zm. 13 kwietnia 2022 w Atenach) – grecki biskup prawosławny w jurysdykcji Patriarchatu Konstantynopola. 

## Życiorys
Ukończył w Atenach studia teologiczne (1952) i prawnicze. 18 stycznia 1952 przyjął święcenia diakonatu, a 14 grudnia 1954 prezbiteratu. Pełnił posługę w Arcybiskupstwie Aten Greckiego Kościoła Prawosławnego.
W 1961 r. przeszedł w jurysdykcję Patriarchatu Konstantynopola. W tym samym roku wyjechał do Wielkiej Brytanii, gdzie został proboszczem parafii przy katedrze św. Andrzeja w Londynie. 19 grudnia 1970 otrzymał chirotonię biskupią. Od 1970 r. był wikariuszem arcybiskupstwa Tiatyry i Wielkiej Brytanii, z tytułem biskupa Kianei. 10 lipca 2019 r. podniesiony do godności metropolity; jego tytuł uległ zmianie na „metropolita Heliopolis i Tire”. W marcu 2020 r. przeszedł w stan spoczynku i powrócił do Grecji.
Zmarł w 2022 r.